# 앞뜰

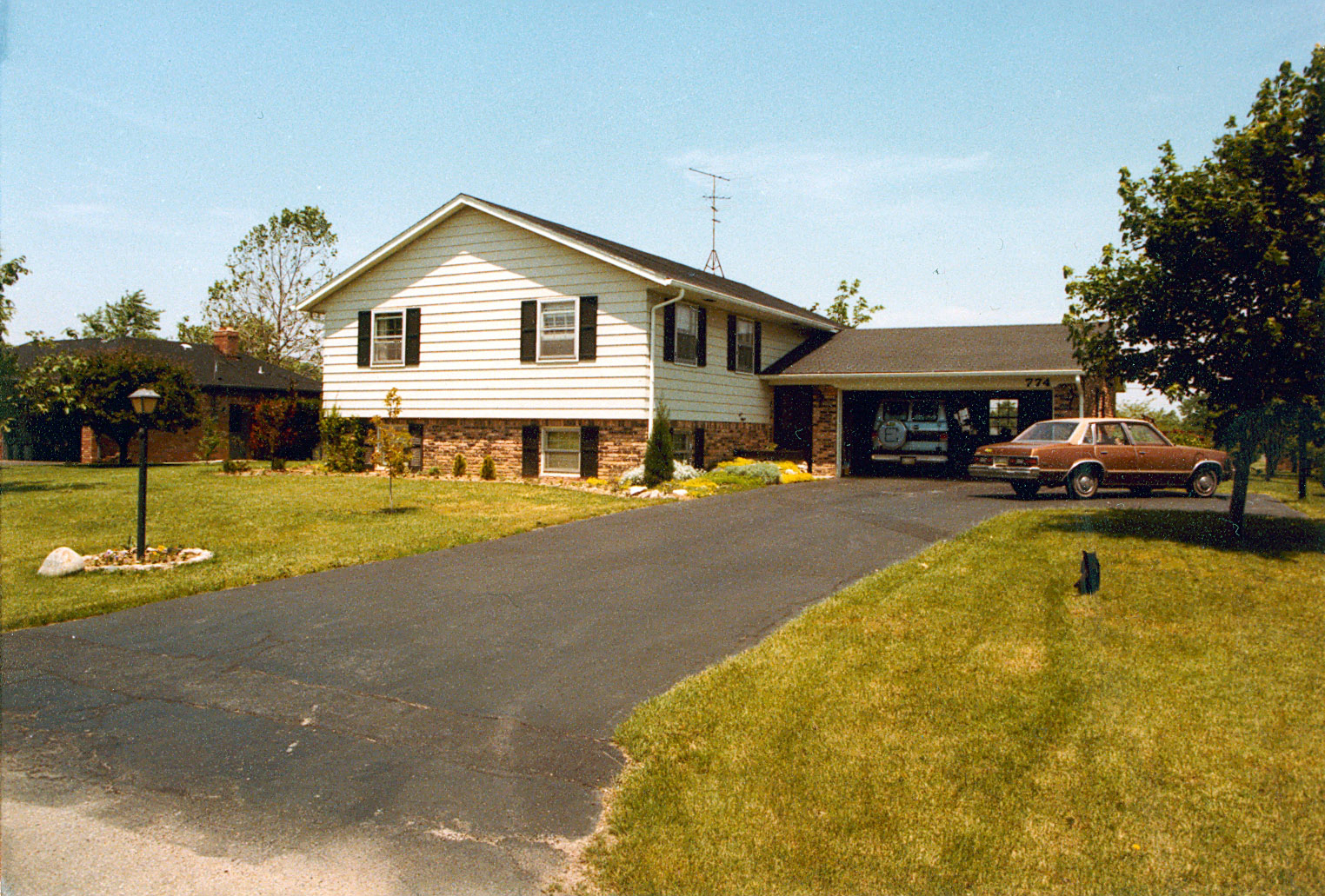
1980년대 중반 미국 인디애나주 그린우드 마을의 전형적인 교외 앞뜰의 모습

앞뜰(미국, 캐나다, 오스트레일리아: front yard, 영국, 유럽: front garden) 또는 앞마당은 주거 지역에서 길거리와 집 앞 사이의 토지 부분이다. 잔디로 덮여 있으면 앞잔디(front lawn)라고 할 수 있다. 일반적으로 더 사적인 집 뒤 공간은 뒷뜰 또는 뒷마당이다. 마당과 정원은 중복되는 의미를 가지고 있다.
북아메리카에서는 일반적으로 상당한 진입로와 주차 공간을 포함하는 앞마당이 크더라도 대부분 잔디밭인 경향이 있지만 유럽에서는 종종 꽃밭으로 취급되어 많이 심어질 수 있다. 북아메리카 교외 지역에는 부지의 전면과 측면을 표시하는 물리적 장벽이 없을 수 있다. 이는 일반적으로 정원의 3면에 벽, 울타리 또는 울타리가 있는 유럽에서는 매우 이례적이다.

## 같이 보기
- 뒷뜰